# Третій зайвий (фільм, 2007)
«Третій зайвий» —  український фільм 2007 року.

## Зміст
Віра Воліна потрапила в непросту ситуацію. У неї немає чоловіка, але є молодий коханець Сергій. Однак вона шалено ревнує його до своєї 15-річної красуні-доньки Маші. Їй починає здаватися, що молоді люди хочуть просто позбутися її. Одного разу вона бачить напис «третій зайвий» на своїй фотографії з Сергієм і Машею. З цього моменту вона розуміє, що починає божеволіти, тим більше, що Сергій підливає масла у вогонь своїми жорстокими розіграшами на цю тему. У відчаї Віра звертається до психіатра, але процес лікування переривається автокатастрофою.

## У ролях
- Ганна Кузіна